# Eupithecia brauneata
Eupithecia brauneata är en fjärilsart som beskrevs av Louis W. Swett 1908. Eupithecia brauneata ingår i släktet Eupithecia och familjen mätare. Inga underarter finns listade i Catalogue of Life.